# Phoenix Suns 2019-2020
La stagione 2019-2020 dei Phoenix Suns è stata la 52ª stagione della franchigia nella NBA.
L'11 marzo 2020, la stagione NBA è stata interrotta per via della pandemia di COVID-19, dopo che il giocatore degli Utah Jazz Rudy Gobert è stato trovato positivo al virus.
Il 4 giugno, gli Warriors, con la decisione da parte del NBA di terminare la stagione, riescono a far parte delle 22 squadre qualificate e ancora in lotta per i playoff. 

## Maglie
Lo Sponsor tecnico, come per tutte le squadre NBA, è Nike, mentre PayPal è l'unico sponsor sulla canotta. 
| Bianca | Viola | Arancio | City edition |

## Draft
| Giro | Scelta | Giocatore      | Ruolo | Nazionalità | Università/Squadra |
| ---- | ------ | -------------- | ----- | ----------- | ------------------ |
| 1    | 6      | Jarrett Culver | G     | Stati Uniti | TTU Red Raiders    |
| 2    | 32     | KZ Okpala      | AP    | Stati Uniti | Stanford Cardinal  |

## Roster
| \| Pos. \| Num. \| Naz. \| Nome \| Altezza \| Peso \| Data nascita \| Provenienza \| \| ---- \| ---- \| ---------------------- \| ----------------- \| ------- \| ------ \| ------------ \| --------------------- \| \| P \| 0 \| Stati Uniti (bandiera) \| Lecque, Jalen \| 193 cm \| 83 kg \| 13-06-2000 \| Brewster Academy (NH) \| \| G \| 1 \| Stati Uniti (bandiera) \| Booker, Devin \| 198 cm \| 95 kg \| 30-10-1996 \| Kentucky \| \| C \| 22 \| Bahamas (bandiera) \| Ayton, Deandre \| 216 cm \| 113 kg \| 23-07-1998 \| Arizona \| \| P \| 4 \| Stati Uniti (bandiera) \| Carter, Jevon \| 188 cm \| 91 kg \| 14-09-1995 \| West Virginia \| \| C \| 8 \| Stati Uniti (bandiera) \| Kaminsky, Frank \| 213 cm \| 113 kg \| 04-04-1993 \| Wisconsin \| \| AP \| 3 \| Stati Uniti (bandiera) \| Oubre, Kelly \| 201 cm \| 93 kg \| 09-12-1995 \| Kansas \| \| G \| 10 \| Stati Uniti (bandiera) \| Jerome, Ty \| 196 cm \| 88 kg \| 07-07-1997 \| Virginia \| \| P \| 11 \| Spagna (bandiera) \| Rubio, Ricky \| 193 cm \| 86 kg \| 21-10-1990 \| Spagna \| \| AG \| 14 \| Mali (bandiera) \| Diallo, Cheick \| 206 cm \| 100 kg \| 13-09-1996 \| Kansas \| \| G \| 15 \| Stati Uniti (bandiera) \| Payne, Cameron \| 188 cm \| 84 kg \| 08-08-1994 \| Murray State \| \| AG \| 20 \| Croazia (bandiera) \| Šarić, Dario \| 208 cm \| 101 kg \| 08-04-1994 \| Croatia \| \| P \| 2 \| Francia (bandiera) \| Okobo, Élie \| 188 cm \| 86 kg \| 23-10-1997 \| Francia \| \| AP \| 25 \| Stati Uniti (bandiera) \| Bridges, Mikal \| 201 cm \| 95 kg \| 30-08-1996 \| Villanova \| \| AP \| 23 \| Stati Uniti (bandiera) \| Johnson, Cameron \| 206 cm \| 95 kg \| 03-03-1996 \| North Carolina \| \| AG \| 41 \| Stati Uniti (bandiera) \| Owens, Tariq (TW) \| 208 cm \| 98 kg \| 30-06-1995 \| Texas Tech \| \| C \| 46 \| Australia (bandiera) \| Baynes, Aron \| 208 cm \| 118 kg \| 09-12-1986 \| Washington State \| | Allenatore - Monty Williams Assistente/i - Randy Ayers - Mark Bryant - Darko Rajaković - Willie Green - Riccardo Fois (player development) - Ben Strong (player development) Legenda - (C) Capitano - (FA) Free agent - (S) Sospeso - (TW) Contratto Two-way - (GL) Assegnato a squadra G League affiliata - Infortunato Roster • Transazioni |                        |                   |         |        |              |                       |
| Pos. | Num. | Naz.                   | Nome              | Altezza | Peso   | Data nascita | Provenienza           |
| P | 0 | Stati Uniti (bandiera) | Lecque, Jalen     | 193 cm  | 83 kg  | 13-06-2000   | Brewster Academy (NH) |
| G | 1 | Stati Uniti (bandiera) | Booker, Devin     | 198 cm  | 95 kg  | 30-10-1996   | Kentucky              |
| C | 22 | Bahamas (bandiera)     | Ayton, Deandre    | 216 cm  | 113 kg | 23-07-1998   | Arizona               |
| P | 4 | Stati Uniti (bandiera) | Carter, Jevon     | 188 cm  | 91 kg  | 14-09-1995   | West Virginia         |
| C | 8 | Stati Uniti (bandiera) | Kaminsky, Frank   | 213 cm  | 113 kg | 04-04-1993   | Wisconsin             |
| AP | 3 | Stati Uniti (bandiera) | Oubre, Kelly      | 201 cm  | 93 kg  | 09-12-1995   | Kansas                |
| G | 10 | Stati Uniti (bandiera) | Jerome, Ty        | 196 cm  | 88 kg  | 07-07-1997   | Virginia              |
| P | 11 | Spagna (bandiera)      | Rubio, Ricky      | 193 cm  | 86 kg  | 21-10-1990   | Spagna                |
| AG | 14 | Mali (bandiera)        | Diallo, Cheick    | 206 cm  | 100 kg | 13-09-1996   | Kansas                |
| G | 15 | Stati Uniti (bandiera) | Payne, Cameron    | 188 cm  | 84 kg  | 08-08-1994   | Murray State          |
| AG | 20 | Croazia (bandiera)     | Šarić, Dario      | 208 cm  | 101 kg | 08-04-1994   | Croatia               |
| P | 2 | Francia (bandiera)     | Okobo, Élie       | 188 cm  | 86 kg  | 23-10-1997   | Francia               |
| AP | 25 | Stati Uniti (bandiera) | Bridges, Mikal    | 201 cm  | 95 kg  | 30-08-1996   | Villanova             |
| AP | 23 | Stati Uniti (bandiera) | Johnson, Cameron  | 206 cm  | 95 kg  | 03-03-1996   | North Carolina        |
| AG | 41 | Stati Uniti (bandiera) | Owens, Tariq (TW) | 208 cm  | 98 kg  | 30-06-1995   | Texas Tech            |
| C | 46 | Australia (bandiera)   | Baynes, Aron      | 208 cm  | 118 kg | 09-12-1986   | Washington State      |

## Classifiche

### Pacific Division
| Pacific Division  | Pacific Division | Pacific Division | Pacific Division | Pacific Division | Pacific Division | Pacific Division | Pacific Division | Pacific Division |
| Squadra           | V                | S                | V%               | PR               | Casa             | Trasf            | Div              | PG               |
| ----------------- | ---------------- | ---------------- | ---------------- | ---------------- | ---------------- | ---------------- | ---------------- | ---------------- |
| c – L.A. Lakers   | 52               | 19               | .732             | 0,0              | 25–10            | 27–9             | 10–3             | 71               |
| x – L.A. Clippers | 49               | 23               | .681             | 3,5              | 27–9             | 22–14            | 8–6              | 72               |
| Phoenix Suns      | 34               | 39               | .466             | 19,0             | 17–22            | 17–17            | 6–9              | 73               |
| Sacramento Kings  | 31               | 41               | .431             | 21,5             | 16–19            | 15–22            | 8–5              | 72               |
| G.S. Warriors     | 15               | 50               | .231             | 34,0             | 8–26             | 7–24             | 2–11             | 65               |

### Western Conference
| Western Conference | Western Conference      | Western Conference | Western Conference | Western Conference | Western Conference | Western Conference |
| #                  | Squadra                 | V                  | S                  | V%                 | PR                 | PG                 |
| ------------------ | ----------------------- | ------------------ | ------------------ | ------------------ | ------------------ | ------------------ |
| 1                  | c – L.A. Lakers *       | 52                 | 19                 | .732               | –                  | 71                 |
| 2                  | x – L.A. Clippers       | 49                 | 23                 | .681               | 3,5                | 72                 |
| 3                  | y – Denver Nuggets *    | 46                 | 27                 | .630               | 7,0                | 73                 |
| 4                  | y – Houston Rockets *   | 44                 | 28                 | .611               | 8,5                | 72                 |
| 5                  | x – Oklahoma Thunder    | 44                 | 28                 | .611               | 8,5                | 72                 |
| 6                  | x – Utah Jazz           | 44                 | 28                 | .611               | 8,5                | 72                 |
| 7                  | x – Dallas Mavericks    | 43                 | 32                 | .573               | 11,0               | 75                 |
| 8                  | v – Portland T. Blazers | 35                 | 39                 | .473               | 18,5               | 74                 |
|                    |                         |                    |                    |                    |                    |                    |
| 9                  | v – Memphis Grizzlies   | 34                 | 39                 | .466               | 19,0               | 73                 |
| 10                 | Phoenix Suns            | 34                 | 39                 | .466               | 19,0               | 73                 |
| 11                 | San Antonio Spurs       | 32                 | 39                 | .451               | 20,0               | 71                 |
| 12                 | Sacramento Kings        | 31                 | 41                 | .431               | 21,5               | 72                 |
| 13                 | N.O. Pelicans           | 30                 | 42                 | .417               | 22,5               | 72                 |
| 14                 | Minnesota T'wolves      | 19                 | 45                 | .297               | 29,5               | 64                 |
| 15                 | G.S. Warriors           | 15                 | 50                 | .231               | 34,0               | 65                 |

## Mercato

### Free Agency

#### Acquisti
| Data       | Giocatore      | Contratto             | Provenienza        |
| ---------- | -------------- | --------------------- | ------------------ |
| 06/07/2019 | Jalen Lecque   | 4 anni - $6.1 milioni | Brewster Academy   |
| 08/07/2019 | Ricky Rubio    | 3 anni- $51 milioni   | Utah Jazz          |
| 17/07/2019 | Frank Kaminsky | 2 anni - $10 milioni  | Charlotte Hornets  |
| 22/07/2019 | Cheick Diallo  | 2 anni - $3.5 milioni | N.O. Pelicans      |
| 23/07/2019 | Jared Harper   | Two-Way               | Auburn Tigers      |
| 15/01/2020 | Tariq Owens    | Two-Way               | TTU Red Raiders    |
| 12/02/2020 | Jonah Bolden   | 10 giorni             | Philadelphia 76ers |
| 30/06/2020 | Cameron Payne  | 2 anni - $2.1 milioni | Texas Legends      |

#### Cessioni
| Giocatore       | Motivo     | Nuova squadra    |
| --------------- | ---------- | ---------------- |
| Dragan Bender   | Rilasciato | Milwaukee Bucks  |
| Jamal Crawford  | Rilasciato | Brooklyn Nets    |
| Troy Daniels    | Rilasciato | L.A. Lakers      |
| Jimmer Fredette | Rilasciato | Panathīnaïkos    |
| Richaun Holmes  | Rilasciato | Sacramento Kings |
| George King     | Rilasciato | Aquila Trento    |
| Ray Spalding    | Rilasciato | Atlanta Hawks    |
| Kyle Korver     | Tagliato   | Milwaukee Bucks  |
| Tyler Johnson   | Tagliato   | Brooklyn Nets    |
| Jared Harper    | Tagliato   | N.Y. Knicks      |

### Scambi
| 6 luglio 2019 | Phoenix Suns Cash Considerations (da Indiana)                       | Indiana PacersT.J. Warren (da Phoenix) Scelta 2º giro Draft 2022 (da Miami) Scelta 2º giro Draft 2025 (da Miami) Scelta 2º giro Draft 2026 (da Miami) |
| 6 luglio 2019 | Miami Heat Draft rights per KZ Okpala (2019 #32) (da Phoenix)       | |
| 6 luglio 2019 | Phoenix SunsAron Baynes Draft rights per Ty Jerome (2019 #24)       | Boston CelticsScelta 1º giro Draft 2020 |
| 6 luglio 2019 | Phoenix SunsDario Šarić Draft rights per Cameron Johnson (2019 #11) | Minnesota T'wolvesDraft rights per Jarrett Culver (2019 #6)                                                                                           |
| 7 luglio 2019 | Phoenix SunsJevon Carter Kyle Korver                                | Memphis GrizzliesJosh Jackson De'Anthony Melton Scelta 2º giro Draft 2020 Scelta 2º giro Draft 2021                                                   |